# Adam Falckenhagen

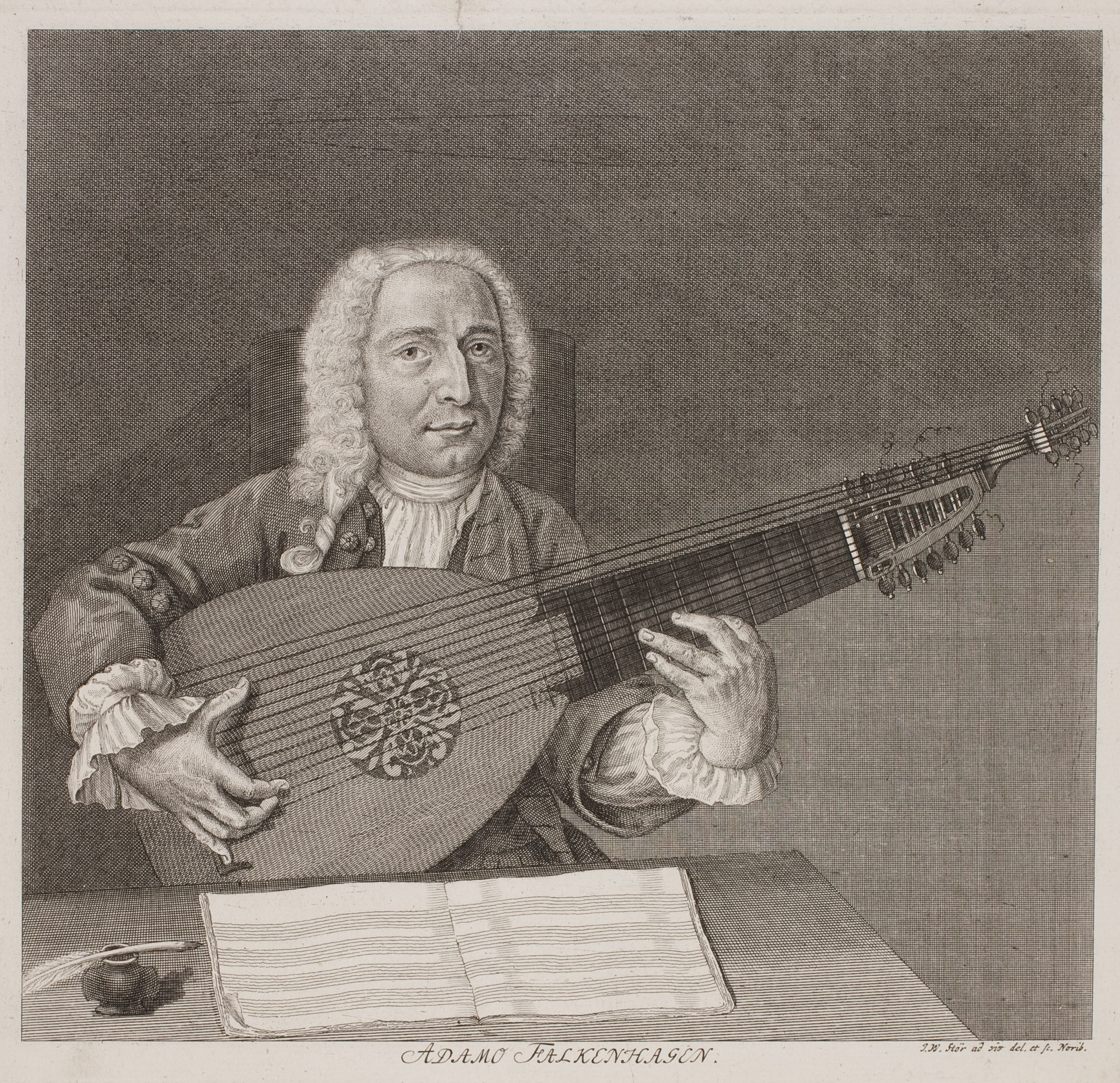
Adam Falckenhagen

Adam Falckenhagen (* 26. April 1697 Großdalzig bei Leipzig; † 6. Oktober 1754 in Bayreuth) war ein deutscher Komponist, Lautenist und Theorbist des Barock.

## Herkunft
Adam Falckenhagens Großvater, Johannes Falckenhagen, war Pfarrer in Knauthain, etwa 10 Kilometer südlich von Leipzig, wohin er im Jahre 1665 von Krummhermersdorf versetzt wurde. Adams Mutter, Eva, geb. Sachs, war die Tochter des Küsters aus Delitzsch, Gemeinde Großdalzig und sein Vater, Johann Christian Falckenhagen, war Lehrer in Großdalzig. Als der Junge neun Jahre alt war, übernahm ein Pfarrer in Knauthain, Gottlob Erlemann, seine Ausbildung in „Literis und Musici sonderlich auf dem Clavier und später auf der Lauten“. Dieser – sein Onkel – war mit Christine Magdalena Falckenhagen verheiratet. 
In Knauthain machte Adam Falckenhagen die Bekanntschaft mit dem kaum älteren Johann Christian Weyrauch (1694–1771), dem späteren Schüler von Johann Sebastian Bach. Von Weyrauch sind Tabulaturen mit „Lautenwerken“ Bachs überliefert.
–

## Dienstverhältnisse
1713 und 1715 erschien Falckenhagen im Großdalziger Kirchenbuch als Pate, das zweite Mal als „Music[us] und Kammerdiener des jungen Herrn von Dieskau“, so dass angenommen werden kann, dass es sich dabei um sein erstes Dienstverhältnis gehandelt hat, das ihn nach Merseburg brachte, wo die Dieskaus hohe Hofämter innehatten. Bei dem dort angestellten Kammerlautenist Johann Jakob Graf könnte er sich im Lautenspiel vervollkommnet haben.
Adam Falckenhagen heiratete die Weißenfelser Sängerin Johanna Ämilia (Emilia) Kegel, eine Tochter des reußgräflichen Geraer Hofkapellmeisters Emanuel Kegel (dem Lehrer von Gottfried Heinrich Stölzel). 1724 wurde ihm in Gera eine Tochter geboren (getauft am 25. Dezember 1724), die später als Johanna Redlich mit einem Bayreuther Hofbeamten verheiratet war. Beide Eheleute waren in Weißenfels als Hofmusiker angestellt, als ihnen 1726 eine zweite Tochter geboren wurde. 1728 verließ Adam Falckenhagen seine Stelle am Weißenfelder Hof aus bislang unbekannten Gründen und wechselte nach Weimar. Auch dort blieb er nicht lange. 1732 ist das Ehepaar in Bayreuth am Hof Georg Friedrich Karls in musikalischen Diensten. Dessen Schwiegertochter Wilhelmine, die Schwester des damaligen Kronprinzen und späteren Königs von Preußen Friedrich II., war selbst Lautenistin, die u. a. von Sylvius Leopold Weiss Unterricht erhalten hatte. Vermutlich handelte es sich bei dem Generalbasslehrer, den sie nach Dresden schicken wollte, damit er Sylvius Leopold Weiss spielen hörte, um Falckenhagen. 1734 wurde ein weiterer Musiker des Weimarer Hofes, der ehemalige Konzertmeister Johann Pfeiffer als Kapellmeister am Bayreuther Hof angestellt.
Das Fürstentum Bayreuth bildete sich unter der Regierung ihres Mannes, des Markgrafen Friedrich von Brandenburg-Bayreuth (ab 1736), als Kristallisationspunkt höfischer Musik heraus. Kapellmeister war seit 1734 Johann Pfeiffer. Adam Falckenhagen wurde vom Markgrafen als „Virtuosissimo auf der Laute im Rang nach dem Kapellmeister“ bestätigt.
Johanna Ämilia starb bereits am 3. März 1734. 1740 heiratete Falckenhagen die Witwe eines Hofbeamten, Charlotte Eberhardine Hofmann, geborene Mayer. 1742 wurde der Sohn Adam geboren. Bei der Geburt am 17. Mai 1742 starb die Mutter.
1738 wurde der junge Bernhard Joachim Hagen von der Markgräfin an Pfeiffer zur Ausbildung übergeben. Er wurde zwar als Geiger angestellt, erwies sich aber später als hervorragender Lautenspieler. Ob er Unterricht bei Falckenhagen erhielt, ist allerdings nicht belegbar.
Vermutlich hat Falckenhagen 1743 seine Stellung als Hofmusiker aufgegeben, da er im Hochfürstlich-Brandenburgisch-Culmbachischen Addreß- und Schreib-Calender letztmals im Jahrgang 1744 erwähnt wurde (der Kalender bezieht sich immer auf das Jahr vorher).
Am 12. September 1752 heiratete Falckenhagens Tochter Johanna den Hofbeamten Redlich. Adam Falckenhagen starb am 6. Oktober 1754 und wurde am 9. Oktober auf dem Friedhof St. Johannis in Bayreuth beerdigt.
Die erste gedruckte Erwähnung Falckenhagens erfolgte 1732 im Musikalischen Lexikon von Johann Gottfried Walther. Falckenhagens Werk gehört heute zum Standardrepertoire der Lautenisten und Gitarristen und liegt auf zahlreichen Einspielungen (LP/CD) vor.

## Werk
Neben Solowerken für die Laute (Sonaten, Partiten, Choralwerke, Fugen) ist auch Kammermusik bekannt und teilweise erhalten (Trios für Laute, Cembalo und Bass, Concerti für Violine oder Oboe, Laute und Bass, Konzerte für Streichquartett und Laute). Das Gesamtwerk wurde von Joachim Domning beim Musikverlag Trekel als Faksimile in drei Bänden herausgegeben.